# Colostygia
Colostygia is een geslacht van nachtvlinders uit de familie van de spanners (Geometridae).

## Soorten
- C. ablutaria Boisduval, 1840
- C. albigirata Kollar, 1844
- C. algidata Möschler, 1874
- C. aptata (Hübner, 1813)
- C. aqueata (Hübner, 1813)
- C. atlinensis Swett, 1918
- C. austriacaria (Herrich-Schäffer, 1852)
- C. baffinensis McDunnough, 1939
- C. bellaria Leech, 1897
- C. bipectinata Barnes & McDunnough, 1917
- C. blackmorei Swett, 1918
- C. correlata Warren, 1901
- C. corydalaria 1889	)
- C. cyrnea (Wehrli, 1925)
- C. didymata Linnaeus, 1758
- C. exceptata Sterneck, 1928
- C. fitzi (Schawerda, 1914)
- C. fossaria Taylor, 1906
- C. grataria Leech, 1891
- C. hiemalis Inoue, 1989
- C. hilariata (Pinker, 1954)
- C. jemeza Butler, 1878
- C. kitschelti (Rebel, 1934)
- C. kollariaria (Herrich-Schäffer, 1848)
- C. laetaria (de La Harpe, 1853)
- C. lineolata Fabricius, 1794
- C. macdunnoughi Swett, 1918
- C. marinensis McDunnough, 1945
- C. multistrigaria (Haworth, 1809) - vroege walstrospanner
- C. nemorella Hulst, 1896
- C. nubicincta Warren, 1900
- C. olivata (Denis & Schiffermüller, 1775) - groene bergspanner
- C. parallelolineata Retzius, 1785
- C. pectinataria Knoch, 1781 - kleine groenbandspanner
- C. pendearia Oberthür, 1893
- C. pontiaria Taylor, 1906
- C. pragmatica 1988
- C. puengeleri (Stertz, 1902)
- C. pungeleri Stertz, 1902
- C. pyrenaearia Oberthür, 1884
- C. salicata Hübner, 179, 1799
- C. schneideraria Lederer, 1854
- C. sericeata (Schwingenschuss, 1926)
- C. stilpna (Prout, 1924)
- C. tempestaria (Herrich-Schäffer, 1852)
- C. turbata (Hübner, 1799)
- C. ustipennis Hampson, 1895
- C. viperata Alphéraky, 1897
- C. wolfschlaegerae (Pinker, 1953)
- C. wolfschlagerae Pinker, 1953
- C. zaprjagaevi 1988